# Svitkoglavci
Svitkoglavci ili često i bezlubanjci (Cephalochordata, Acrania, Leptocardia) su skupina svitkovaca (Chordata). To su ribolike životinje bez koštane lubanje (cranium), bez kralježnice i bez udova.
U povijesti Zemlje ova grupa bila je zastupljena velikim brojem vrsta. Danas postoji još samo jedan živući takson podijeljen na dvije porodice, Asymetronidae i Branchiostomatidae. Srodnički su bliski dvjema preostalim natkoljenima, plaštenjacima (Tunicata, Urochordata) i lubanjcima (Vertebrata). Žive u gotovo svim oceanima i morima. Njihov relativno jednostavan plan građe često se smatra oglednim za istraživanje razvoja prema lubanjcima.

## Građa
Najpoznatiji i najizučeniji ali i tipični predstavnici su kopljače, duge 4 do 7 cm. Nemaju pigmenta i habitus im je crvolik. Prednji kraj tijela obilježava im šiljasti završetak (rostrum), a stražnji mala peraja, koja također ima šiljasti završetak, što im je i donijelo ime kopljače. Ispod rostruma na trbušnoj strani nalazi se usni otvor (14) oivičen usnim pipalima (ciri)(13). U prednjem dijelu tijela poprečni presjek im je gotovo trokutast, dok im je repni dio bočno spljošten. S leđne strane, od rostruma, tijelo im je oivičeno perajom. Nema vanjskih izraslina, poput škrga i parnih peraja.
Kao središnji kostur služi im dorsalni (s leđne strane) svitak (2), karakterističan za sve svitkovce. To je elastičan uzdužni "štap" smješten između medularne cijevi (1) i crijeva (11) koji prolazi od prednjeg do stražnjeg dijela tijela. Svitak je obavijen grubom ovojnicom koja ovoj skupini životinja služi kao zaštita, daje im čvrstoću i služi kao polazište muskulaturi. Svitak se ontogenetski razvio od mesoderma, jednog od tri zametna listića deuterostoma (kod kojih se prausta razvijaju u anus). 
Najveći dio mišića građen je od poprečnoprugastih mišićnih vlakana i nalazi se u segmentima u obliku kolutića uz bokove životinje. Ti kolutići, razdvojeni vezivnim tkivom, lagano ulaze jedan u drugi slično tuljcima, a vezivno tkivo ih povezuje s leđnim svitkom i međusobno. Slično kao kod oblića, pojedine mišićne stanice imaju citoplazmatske nastavke do živčane vrpce (3) od koje preuzimaju podražaj. To znači da su živčanomišićne sinapse smještene na bočnim površinama centralnog živčanog sustava a ne, kao kod lubanjaca, unutar mišića.
Mišići (Musculus pterygoideus) čija kontrakcija komprimira škržno crijevo (11) i peribranhijalnu šupljinu (18) služe na taj način izbacivanju ("iskašljavanju") krupnijih djelića hrane koja zajedno s usisanom vodom ulazi u tijelo životinje. Oživčenje ovih mišića je konvencionalno, što znači izdancima motoričkih živčanih stanica smještenih u medularnoj cijevi (preteča leđne moždine i mozga). Glatkih mišićnih vlakana imaju vrlo malo.
Krvotok im je zatvoren, a pokreću ga mišićne kontrakcije prije svega mišića škržnog crijeva, jer životinja nema srce. Određivanje vena i arterija moguće je samo na temelju smjera kretanja krvi kroz njih.
Usni otvor (14) okružen je pokretljivim pipalima (ciren) (13) koja nose kemijske receptore. Usna šupljina je bočno zatvorena obrazima, a straga oivičen pločicama koje nose ticala. Iza toga, nastavlja se škržno crijevo sa škržnim rascjepima i škržnim lukovima. Škržnim lukovima prolaze krvni sudovi. Na škržno crijevo, razdvojeno prstenom, nadovezuju se srednje i završno srijevo. Kopljače imaju jetrenu slijepu vrećicu (Caecum) koja je homologna jetri kod lubanjaca.
Centralni živčani sustav sastoji se od medularne cijevi odnosno leđne moždine smještene dorsalno (s leđne strane) s uskim središnjim kanalom (3). Na gornjoj strani cijev se širi u mali mjehurić (1) koji ne treba smatrati homolognim mozgu ili moždanom odjeljku. Nemaju oči ili druge velike osjetilne organe, ali mjestimično duž medularne cijevi imaju pigmentirane organe osjetljive na svjetlo, što znači da razlikuju svjetlo i tamu, kao i smjer.
Hranu uzimaju kroz usni otvor (14) ovjenčan pipalima (13). Iz vode koja ulazi kroz usni otvor u škržnom crijevu, koje je odmah iza usta, filtriraju se hranjive tvari koje nakon toga dolaze u probavni trakt i jetrenu vrećicu. Ekskrementi se izbacuju kroz crijevni otvor (5). Voda prolazi kroz škržne proreze (11) snabdjevene velikim brojem kapilara koji preuzimaju kisik i odvode ga u sekundarnu tjelesnu šupljinu gdje zatim ulazi u krvotok. No, kopljače ne dišu samo preko škrga, nego velikim dijelom i kožom.

## Ostali projekti
|  | Zajednički poslužitelj ima stranicu o temi Svitkoglavci, bezlubanjci |
|  | Wikivrste imaju podatke o taksonu Bezlubanjcima                      |